# Fairy von Lilienfeld
Fairy von Lilienfeld (* 4. Oktober 1917 in Riga, Lettland als Fairy von Rosenberg; † 12. November 2009 in Höchstadt an der Aisch) war eine evangelische Theologin.

## Leben
Fairy von Lilienfeld war die Tochter von Baron Harald Ferdinand von Rosenberg (1876–1946), der auf dem Rittergut Gilsen im Kurland zur Welt kam und einer deutschbaltischen Adelsfamilie entstammte. Ihre Mutter Helene „Hella“ Baronin von Rosenberg (geb. Holbeck) (1880–1972) war in Tiflis als Tochter des Arztes Heinrich Markus Holbeck und dessen Frau Marie Wagner geboren worden und entstammte russischem Adel. Die Eltern hatten am 10. Juni 1916 in Sankt Petersburg geheiratet.
Fairy von Lilienfeld wuchs in Stettin auf. Sie hatte einen Bruder, Harald Ferdinand Otto „Harry“ von Rosenberg (* 7. Januar 1920 in Stettin), der am 23. Juni 1942 bei Alytus in Litauen im Kriegseinsatz fiel. Am 2. Januar 1942 heiratete sie den U-Boot-Kommandanten Oberleutnant zur See Erich von Lilienfeld, der am 9. November 1915 in Estland auf dem Rittergut Rocht (estnisch Rohu) im Kreis Wierland zur Welt gekommen war. Erich von Lilienfeld war Kommandant des U-Boots U 661, das am 15. Oktober 1942 im Nordatlantik von dem britischen Zerstörer HMS Viscount gerammt und versenkt wurde. Alle 44 Männer an Bord kamen dabei ums Leben. Im Februar 1943 wurde ihre Tochter geboren. Sie starb 1949.
Nach der Vertreibung lebte sie in Mitteldeutschland und studierte von 1947 bis 1951 Philosophie, Slawistik und Philologie an der Universität Jena. Sie legte das Examen in diesen Fächern (Dipl. phil.) ab und erhielt anschließend Lehraufträge in altslawischer und altrussischer Sprache und Literatur. Bis 1955 war sie in Jena als Dozentin tätig. Von 1953 bis 1957 studierte sie Theologie am Katechetischen Oberseminar in Naumburg (Saale). 1961 wurde sie zum Dr. theol. mit einer Arbeit unter dem Titel Nil Sorskij und seine Schriften. Die Krise der Tradition im Rußland Ivans III. promoviert.
1962 erfolgte ihre Ordination in Magdeburg. Als Pfarrerin der Evangelischen Kirche der Kirchenprovinz Sachsen war sie von 1962 bis 1966 hauptamtliche Dozentin für Kirchengeschichte am Katechetischen Oberseminar in Naumburg.
1966 erhielt sie einen Ruf auf den neu geschaffenen Lehrstuhl für Geschichte und Theologie des christlichen Ostens an der Theologischen Fakultät der Universität Erlangen, wo sie bis zu ihrer Emeritierung 1984 tätig war.
Damit war für Lilienfeld auch der Wechsel von der DDR in die Bundesrepublik Deutschland verbunden. Nach eigener Aussage ließ die DDR sie auch deswegen ziehen, weil sie als Theologin für die DDR verzichtbar sei. Sie war die erste weibliche, evangelische Theologin im Bereich der Evangelisch-Lutherischen Kirche in Bayern. Zum Zeitpunkt der Berufung war sie die erste Frau mit einer Theologieprofessur in der Bundesrepublik Deutschland. Als Dekanin der Theologischen Fakultät im akademischen Jahr 1969/1970 war sie zudem die erste Dekanin der Universität Erlangen und die erste theologische Dekanin in der Bundesrepublik Deutschland.

## Wirken

### Schwerpunkte
Lilienfelds Schwerpunkte waren die slawisch-russische Orthodoxie, Fragen nach Glauben und Wissen, die „Weisheit“ Gottes, das Mönchtum als verbindliche Form christlichen Lebens und die Rückkopplung der Erforschung von Geschichte und Theologie des christlichen Ostens an die Lehre der Kirchenväter. Außerdem befasste sie sich intensiv mit den ekklesiologischen Problemen der Orthodoxie der Gegenwart.

### Mitgliedschaften
- Dialogkommission der Evangelischen Kirche in Deutschland für die Russisch-Orthodoxe Kirche des Moskauer Patriarchats (1967 bis 1992)
- Gemeinsame Kommission des Lutherischer Weltbundes und der Orthodoxen Kirchen (1979 bis 1992)
- Beratender Ausschuss der Konferenz Europäischer Kirchen (1967 bis 1986)

### Ehrungen
- 1985: Ehrenmitglied der Moskauer Geistlichen Akademie
- 1990: Ehrendoktorin der Theologischen Fakultät der Universität Helsinki
- 1992: Ordentliches Mitglied der Accademia Scientiarum et Artium Europaea Salzburg
- 2002: Bundesverdienstkreuz 1. Klasse[5]
- 2010: Silberne Rose des hl. Nikolaus (postum)[6]

### Veröffentlichungen (Auswahl)
- Glaube und Tat. Nikolai Leskow. Ein russischer Dichter christlicher Nächstenliebe, Berlin 1956.
- Nil Sorskij und seine Schriften. Die Krise der Tradition im Russland Ivans III. (Quellen und Untersuchungen zur Konfessionskunde der Orthodoxie), Berlin 1963.
- Karl Christian Felmy (Hrsg.): Sophia, die Weisheit Gottes. Gesammelte Aufsätze 1983–1995, Erlangen 1997.
- Der Himmel im Herzen : altrussische Heiligenlegenden, ausgewählt, übersetzt, eingeleitet und erklärt von Fairy von Lilienfeld, Freiburg im Breisgau: Herder 1990, ISBN 3-451-22052-0.

## Trivia
Jürgen Roloff widmete ihr sein Buch Die Kirche im Neuen Testament (1993).